# スーパー・ササダンゴ・マシンのセッパン!
スーパー・ササダンゴ・マシンのセッパン!は、新潟放送で毎週金曜16:00 - 19:00(18:45(季節により変更されることがある))に放送されているラジオ番組である。

## 概要
ラジオ番組のパーソナリティの座に長年憧れていたスーパー・ササダンゴ・マシンは、自らが代表取締役を勤める金型工場「坂井精機」と、親族が経営する放送技術関連企業「新潟新通」がBSNラジオの放送休止枠を買取る形で、自主制作番組『スーパー・ササダンゴ・マシンのチェ・ジバラ』を立ち上げ、同番組が県内外から評判になった後の2024年、BSN新潟放送制作の番組として、本番組がスタートした。
局と、リスナーと、全て折半する気持ちでつくる番組として「セッパン」と名付けられた。
放送開始直前まで「ワリカン」という番組名で準備を進めていたが、既存のPodcast番組に同名の番組があることを知り、情報公開直前で「セッパン」へ変更された。
尚、このウィキペディアはセッパンに出演した事業創造大学院大学 杉本等教授へのパーソナリティからの要望により作成された。
番組ロゴ、ステッカーのデザインは、ササダンゴ商会のアイテム同様に、株式会社テクスファーム 小林友が手掛けている。
番組ステッカーはひとつのデザインが左と右に分かれて（セッパンされて）おり、左右ふたつを合体させることで番組ロゴが完成する仕様となっている。
左は「スー ササダン セッ」右は「パー ゴマシンの パン！」となっている。
当初、左はプレゼント用、右は販売用とマネタイズ目的で制作されたが、結局左右どちらもプレゼントされている。

## 出演者
パーソナリティ
- スーパー・ササダンゴ・マシン（プロレスラー・タレント）[3]

過去の出演者
- 行貝寧々（元BSNアナウンサー）[3][4](2024/04/05~2025/03/28)

## 放送時間
- 金曜 16:00-18:45[3]

途中、16:50-17:00「あなたにハッピー・メロディ」、17:00-17:15「ニュース・パレード」（文化放送発）、17:30-17:45「ネットワークトゥデイ」（TBSラジオ発）をネット。
- 放送開始から2024年9月末までは16:00-19:00であったが、2024年秋の改編により15分短縮した。
- 2025年4月より16:00-19:00

## 番組のコーナー
2025/04/04〜
（以下、公式及びパーソナルのスーパー・ササダンゴ・マシンのXより）
- 16:00~「オープニング」　「金曜劇場CHAVANT」は中止。ラジオ番組らしい一般的なオープニングを現在放送中。
- 16:15〜「主催者さん、いらっしゃい」　セッパンが気になったイベント、映画、エンタメ、お祭りなど主催者に電話で詳細を聴く。できれば何かプレゼントももらいたい。
- 16:25頃「今週のSEPPAクイズ」　謎のセッパン専属ラッパー：MC SEPPAによる音楽クイズ。アンダーグラウンドとオーバーグラウンドの狭間で活動する謎のラッパー。有名曲の歌詞を元にリリックを作り、トラックも作らない、音楽界のSDGs。歌詞の元となった曲の曲名と歌手名を送る。募集は１０分間程度。
- 16:15頃「アナウンサーさん いらっしゃい」　週替わりでBSNアナウンサーが質問・相談・提案・お願いなど、なんらかの会話を求めてスタジオにやってくる。
- 17:46頃「作家：ササダンゴの憂鬱」　メールで募集したお題ワード3つで即興噺。
- 18:00頃「よしひろのネ」　坂井良宏が見た映画、ドラマ、YouTube、漫画、本、舞台…行貝のネあらため 良宏のネ
- 18:15頃「セッパングランプリ」　昨年開催した大喜利大会「セッパングランプリ」を毎週開催。お題は毎週一問。毎週チャンピオンを決定。年間最多勝者には、セッパングランプリ王者の称号。　コーナー中のBGMにも凝っている。

過去のコーナー
〜2025/03/28
- 金曜劇場CHAVANT[5]　番組冒頭のコーナー。ササダンゴ・マシン脚本（一部回を除く）。「完全書き下ろし台本の茶番」。コント形式でササダンゴと行貝アナが世相から近況まで、様々なネタを取り上げる。ゲストが参加する場合もある。
  - 行貝寧々の「台本なくなってかまわない！！」　コーナー内の箱番組。ハッシュタグは「#だいほんかまない」
  - ササダンゴ、行貝アナによる解説コメント付きでPodcast配信も行われている。
- セッパントーク　ササダンゴ・マシンの一人トークコラム。自身が気になっていることや、18時台コーナーへの導入になるような内容が取り上げられる。
- 行貝のネ　行貝アナが最近読んだ本や見た映画について語るコーナー。

〜2024/09/27
- あなたのテレフォンRingRingRing今週どうでした？　リスナーと電話を繋ぎ近況を聞く。

〜2025/06/04
- 「セッパン・アナウンス学院」　生ワイド番組 独り喋りデビューを迎えたササダンゴマシンがプロのアナウンサー直伝でアナウンススキルアップを目指す集中講座。今週の講師は誰か？2025/07/04に特別補講としてTBSアナウンサー出水麻衣さんが講師として出演

## Podcast配信
番組では現在2本のPodcastコンテンツが配信、毎週更新されている。
- 「セッパントーク」生放送終わりに収録したアフタートークを配信。放送の振り返り、次回の放送回のセッパングランプリのお題を発表する。本配信内での企画としてリスナーからオープニングジングルを募集している。

更新停止中の配信
- 「金曜劇場CHAVANT」番組冒頭 ササダンゴマシン書き下ろしの完全台本茶番劇に解説コメントを加えて配信。

## 18時台特集コーナー
18時台は週替わりの独自企画が放送される。

#### 2024年の放送
- 04/05：ラジオDJ 島村仁サプライズ出演。ラジオについて語る
- 04/12：町別対抗戦BREAKING TOWN「新潟市東区 VS 西区」ゲスト：松本愛
- 04/19：ササダンゴがラーメンについて語るも、無性にラーメンが食べたくなり、スタジオに替え玉（ひろくん）を置いて逃亡。ラーメン屋からのゲリラ生中継を行う。
- 04/26：第一回 SASASUKE / 工藤淳之介アナ VS 行貝アナ（ブルブル早口言葉、ブラインド架空中継、反り立つ人生相談ほか）
- 05/03：第一回 SEPPANNグランプリ（大喜利大会）
- 05/10：第一回 SEPPANNグランプリ 延長戦
- 05/17：行貝寧々とフライD、ふたりだけのお別れ会中継 in 小針浜。最終的に砂浜でふたりは相撲を取る。
- 05/24：セッパン会議「コーナー企画会議」作家ササダンゴの憂鬱、パン祭りなどの企画案
- 05/31：試験放送「作家ササダンゴの憂鬱」開催
- 06/07：セッパンクロックの日 / ロックの日に向け石本酒造社長、石塚かおりアナ出演。その裏で公開放送企画を思いつくき、番組放送中リアルタイムで社内プレゼン・承認・スタジオ予約などを経てエンディングに翌週公開中放送開催を宣言。
- 06/14：金曜ラジオシールフェス公開生放送@BSNラジオ第一スタジオ
- 06/21：列藩同盟反省会　石塚かおり、高橋なんぐ、中静祐介コメント出演
- 06/28：パンまつり開催
- 07/05：セタまつり（七夕 in ミズベリング）ササダンゴマシン 人間短冊でゲリラ中継
- 07/12：ササダンゴマシン 東京からリモート出演　ライムスター宇多丸 生出演
- 07/19：BSNオーディオコンテンツ部 平澤部長＆やきそばかおるの密談音声を公開
- 07/26：BSN夏ラジオ 真夏の列藩同盟 ふるさと劇場CHAVANTを聴き直す
- 08/02：バーチャル沖縄旅行
- 08/09：怪談スペシャル（ゲスト：ひろくん、ジャックポット）
- 08/16：リスナー怪談
- 08/23：バーチャル北海道旅行
- 08/30：山形の味覚お取り寄せ　BSNキッチンスタジオから生中継。冷たい肉そば、おみ漬けなどを食べる。
- 09/06：第二回 町別対抗戦BREAKING TOWN「東京 VS 新潟」ゲスト：さとうまこと
- 09/13：餅まつり　ササダンゴマシン、納豆があまり得意でないことが発覚。
- 09/20：ササダンゴマシンによるお悩み相談
- 09/27：代役ナカシズカ（東京で別件仕事のササダンゴマシンに代わり、中静祐介が代役）
- 10/04：やきそばかおる 交通費自腹でスタジオ生出演
- 10/11：運動不足のササダンゴ、3時間 散歩中継　古町でNegicco Kaedeと遭遇
- 10/18：リモートゲスト：ASKA 生出演
- 10/25：ささやかメール　ただささやかなメールを募る
- 11/01：リアル山形旅行記（ササダンゴ＆ディレクター 別仕事でセッパン休みに伴い山形ロケ素材放送）
- 11/08：ミッチーチェン リモートゲスト。山形ロケで合流したミッチーチェンに御礼の新潟土産をプレゼン
- 11/15：セッパン会議「忘年会」セッパン初の忘年会、どのように開催すべきか？議論。
- 11/22：RYUTist 生出演
- 11/29：セッパン会議「今年のエンタメ」。番組関係者全員で今年のエンタメを語る座談会。
- 12/06：街裏ぴんく 生出演「街裏ぴんくの憂鬱」実施。
- 12/13：銭湯特集 ゲスト：ジャックポット
- 12/20：セッパン ラジオ講座 Wikipediaと杉本先生。セッパンの番組Wikipediaが存在しないことを議題に。この翌日、このセッパンのWikipediaページが実際に立ち上がる。
- 12/27：セッパン カルトクイズ　リスナーが番組に関するクイズを出題。出演者が不正解の場合、前夜の忘年会でのカラオケ熱唱音源が放送される。

### 2025年の放送
- 01/10：セッパン今年の目標発表会　出演者・スタッフ・セッパン関係者の各界を代表をする５名が2025年の目標を発表する。という流れから、BSNオーディオコンテンツ部ヒラサワ部長の裏企画が発表され、リスナーが、誰の目標が先に達成されるのかを三連単で予想するという企画になった。結果は2025年年末に発表される。
- 01/17：チェ・ジバラ特別編 ナマジバラ直前出張放送　チェ・ジバラの聞き手の小林さんを迎え、これまでのナマジバラを振り返りる。その後、小林さんが焼きそばを振る舞い、let it beをBGMに小林さんの父との思い出を語る。
- 01/24：ナマジバラを完成したササダンゴマシンにチームセッパンからプレゼン　AD橋本、行貝アナウンサー、畠澤ディレクターがナマジバラで配られたチェ・ジバラの小林さんの塩焼きそばに対抗すべく焼きそばのプレゼンをした。
- 01/31：特別復活 あなたのテレフォンRingRingRing最近どうでした？４ヶ月ぶりのリスナー生電話コーナーの復活。
- 02/07：セッパン会議報告会　番組スタッフで事前に話し合ったコーナー企画をリスナーに報告　「Road to ナメチョコ」「namezon欲しいものリストを作ろう」「誕生日おめラッチくじ」が報告された。
- 02/14：Road to ナメチョコ ナメチョコへの道　リスナー２名とオープニングで山田彩乃がチョコをもらった。
- 02/21：作家ササダンゴの憂鬱　６面のサイコロを振り、出目の個数、リスナーから募集したキーワードを引く。そのキーワード使って、即興で構成して噺を作る。
- 02/28：行貝中継　新潟市中央区某所の喫茶てんで伊勢みずほと対談した。様々なトラブルが起こった。
- 03/07：行貝寧々からの重大発表（重大発送）　行貝寧々が2025年3月いっぱいでBSNを退社し、番組も卒業することを発表した。
- 03/14：行貝中継　近藤丈靖アナウンサーとの対談
- 03/28：行貝アナ卒業式　一緒に働いた仲間から行貝寧々への音声メッセージが送られた。

## セッパングランプリ

#### 2025/04/04~
04/04 女子アナ３人のパジャマトークでまさかの話題、何について話していた？
04/11 西暦3000年、便利になりすぎたコンビニ・セッパンマート。どんなことができる？
04/18 新しい迷惑運転の名前と内容を教えてください
04/25 ”居酒屋のトイレの貼り紙”がなぜか泣けた。なんて書いてあった？
05/02 これがあったら絶対に買わざるを得ないスマートウォッチの新機能を教えてください。
05/09 １０年間取得者ゼロの謎資格、どんな資格？
05/16 １時間８００万円のパーソナルトレーナー、何をしてくれる？
05/23 新潟県民あるある第33位は何？
05/30 宇宙人200人が答えた、「地球人のいいところ」第33位はなに？
06/06 こんなトッピングは嫌だ。何にのせる何？
06/20 発売が決定したセッパン！缶バッジぜん10種。バッジ化してほしい番組の名場面や名言を教えてください。
06/27 このプール何かがおかしい。何がおかしい？
07/04,11 2025年上半期、本当に腹が立った話を、この際文字数は気にせず教えてください。
07/18 この夏、大阪行く予定の人、きょうさんおると思うねんけどな、「大阪あるある」の第33位教えてくれへん？
07/25 この夏、東京行く人、かなり多いと思うんだけど、「東京あるある」を教えてください
08/01 セッパンも五七五で笑いたい。夏っぽい川柳を教えてください。
08/08 こんな花火大会はだいぶ嫌だ。どんな花火大会？
08/15 スーパー・ササダンゴ・マシンに朗読して欲しい、怖い話。